# 浙江少年儿童出版社
浙江少年儿童出版社，简称浙少社，是中国浙江省杭州市的一家童书出版社，隶属于浙江出版联合集团，为全国百佳图书出版单位。

## 历史
它与浙江文艺出版社一起成立于1983年3月23日，自2003年开始常年保持中国大陆实体书店少儿读物市场占有率第一。
2016年，该公司收购澳大利亚的新前沿出版社（New Frontier Publishing），次年在英国伦敦建立新前沿出版社欧洲分公司。